# 야마토촌 (미에현)
야마토촌(倭村)은 미에현 이치시군에 있던 촌이다. 현재의 쓰시에 해당한다.

## 역사
- 1889년 4월 1일 - 정촌제 시행에 의해 이치시군 사다촌(佐田村)이 성립하였다.
- 1891년 6월 1일 - 야마토촌(倭村)으로 개칭되었다.
- 1955년 3월 15일 - 이에키정, 가와구치촌, 야쓰야마촌, 나라하촌, 오미즈촌과 합병해 하쿠산정이 성립하여, 동일 야마토촌은 폐지되었다.

## 교통

### 철도
- 긴키 닛폰 철도
  - 긴테쓰 오사카선

## 참고문헌
- 角川日本地名大辞典 24 三重県
- 市町村名変遷辞典